# August Leopold Sasko-Kobursko-Gothajský
August Leopold Sasko-Kobursko-Gothajský (August Leopold Filip Maria Michal Gabriel Rafael Gonzaga; 6. prosince 1867, Rio de Janeiro – 11. října 1922, Schladming), v Brazílii známý jako Dom Augusto Leopoldo, byl princ Brazilského císařství z rodu sasko-gothajsko-kobursko-kohárského. Narodil se jako druhý ze čtyř synů německého prince Ludvíka Augusta Sasko-Kobursko-Gothajského a princezny Leopoldiny Brazilské.
Jako druhý vnuk brazilského císaře Petra II. byl několik let mezi předpokládanými dědici císařské brazilské koruny.

## Život

### Dětství

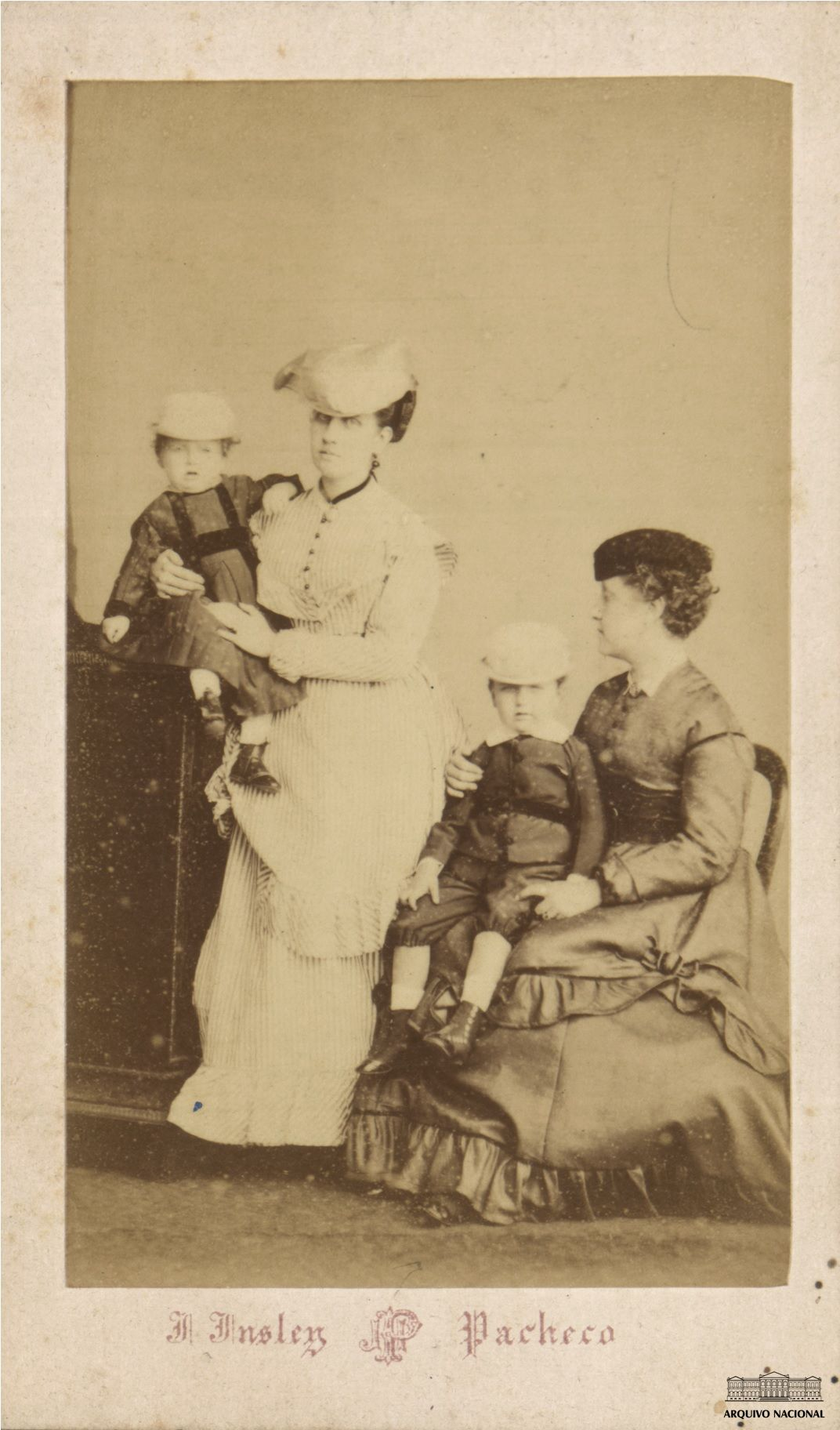
Augustova matka (stojící), držící Augusta, a teta Isabel (sedící), držící jeho bratra Petra Augusta (Rio de Janeiro, 1866)

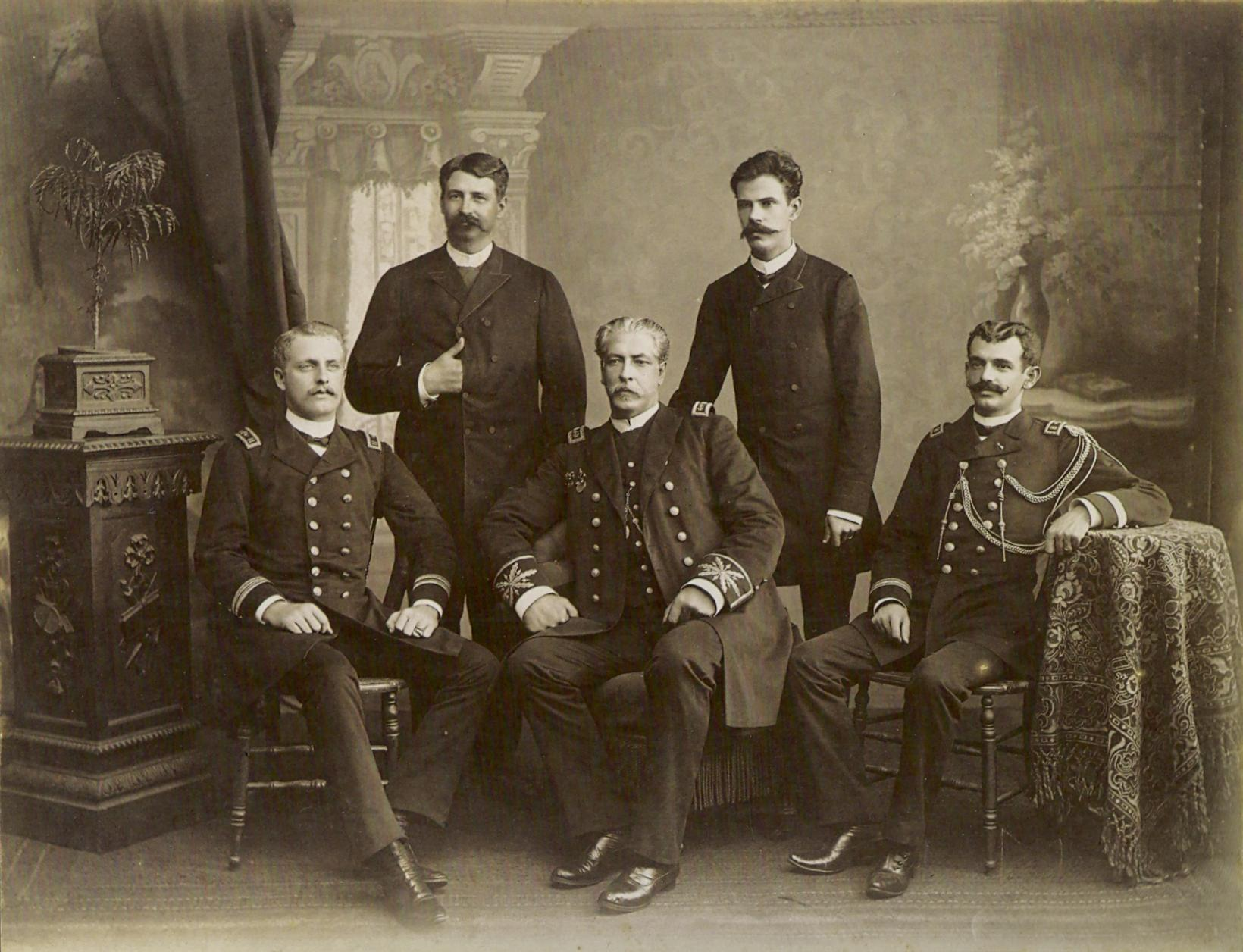
Princ August (sedící vlevo) jako pomocník admirála Wandenkolka (uprostřed

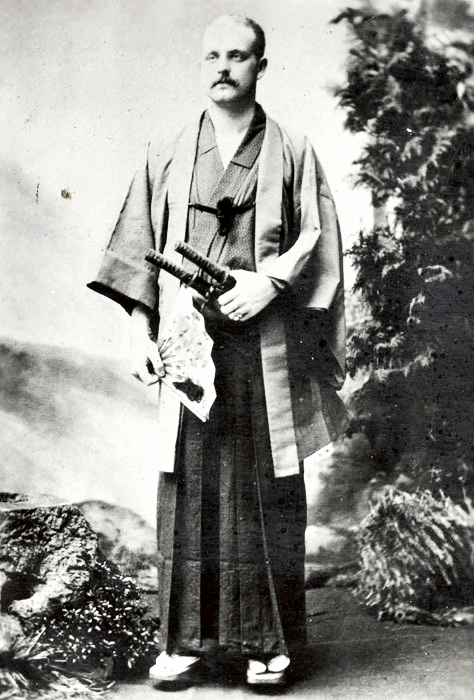
Princ v typickém japonském oblečení během cesty křižníku Almirante Barroso do Japonska v roce 1889

August Leopold se narodil v Rio de Janeiro v Brazílii jako princ August Leopold Filip Maria Michal Gabriel Rafael Gonzaga Sasko-Kobursko-Gothajský, vévoda v Sasku. Byl synem Ludvíka Augusta Sasko-Kobursko-Gothajského a princezny Leopoldiny Brazilské. Jeho prarodiči z otcovy strany byli August Sasko-Kobursko-Gothajský a Klementina Orleánská (dcera francouzského krále Ludvíka Filipa), z matčiny strany byl vnukem brazilského císaře Petra II. a jeho manželky Terezy Kristýny (dcery krále Františka I. Neapolsko-Sicilského). August měl staršího bratra Petra Augusta a dva mladší bratry Josefa Ferdinanda a Ludvíka Gastona.
Jeho narození bylo národu oznámeno císařem v Trůnní řeči 9. května 1868̠
"A jsem potěšen, že vám mohu oznámit, že má milovaná dcera princezna Leopoldina, navrátivší se z Evropy s vévodou saským, mým drahým zetěm, porodila 6. prosince minulého roku prince, který dostal jméno August."
Princ měl však se svou matkou, která zemřela 7. února 1871, když mu byly tři roky, jen málo kontaktu. Jeho otec se rozhodl definitivně usadit v Rakousko-Uhersku, kde děti svěřil do péče své matky. Isabela Brazilská, dědička brazilského trůnu, v době úmrtí své sestry ještě neměla žádné děti a nedostatek dědiců vyvolával mezi Brazilci obavy.
Na své první cestě do Evropy v roce 1871 se císař Petr II. rozhodl přivést svá vnoučata do Brazílie, aby z nich udělal případné dědice trůnu. Rodinná rada rozhodla, že dva nejstarší synové princezny Leopoldiny budou vychovávány prarodiči z matčiny strany a budou vychováváni a vzděláváni v Brazílii. Tak Dom Petr August a Dom August Leopold 1. dubna 1872 dorazili v doprovodu císařského páru do Rio de Janeiro, kde byli přivítáni s velkým nadšením.
Opětovná aklimatizace na rodnou vlast byla pro bratry náročná. Již si zvykli na luxus paláců ve Vídni a Štýrsku a nyní začali žít ve skromném a staromódním paláci São Cristóvão, kde si hráli jen málo kvůli přísné studijní rutině, kterou zavedl jejich dědeček. Jejich učitelem byl rektor Externato Doma Petra II., Manuel Pacheco da Silva, a princové trávili dny tréninkem a studiem francouzské klasiky, rétoriky, historie, zeměpisu, jazyků a hudby.
Přestože Petr August užíval statutu oblíbeného císařova vnuka kvůli své náklonnosti ke studiu, si jiní letopisci všimli, že Augustova povaha, zcela opačná než povaha jeho dědečka, z něj udělala panovníkova oblíbence.

### Kariéra
August, který po otci a dědečkovi zdědil lásku k námořnictvu, vstoupil jako uchazeč v prosinci 1882 do námořnické akademie. Se školními osnovami popsanými jako brilantní August vytvořil v roce 1886 námořní stráž.
V císařském brazilském námořnictvu August získal post druhého poručíka, sloužícího na lodi 'Niterói, bitevní lodi Riachuelo a křižníku Almirante Barroso, kromě toho byl pomocníkem admirála Eduarda Wandenkolka, budoucího republikánského vůdce.

### Republika a exil

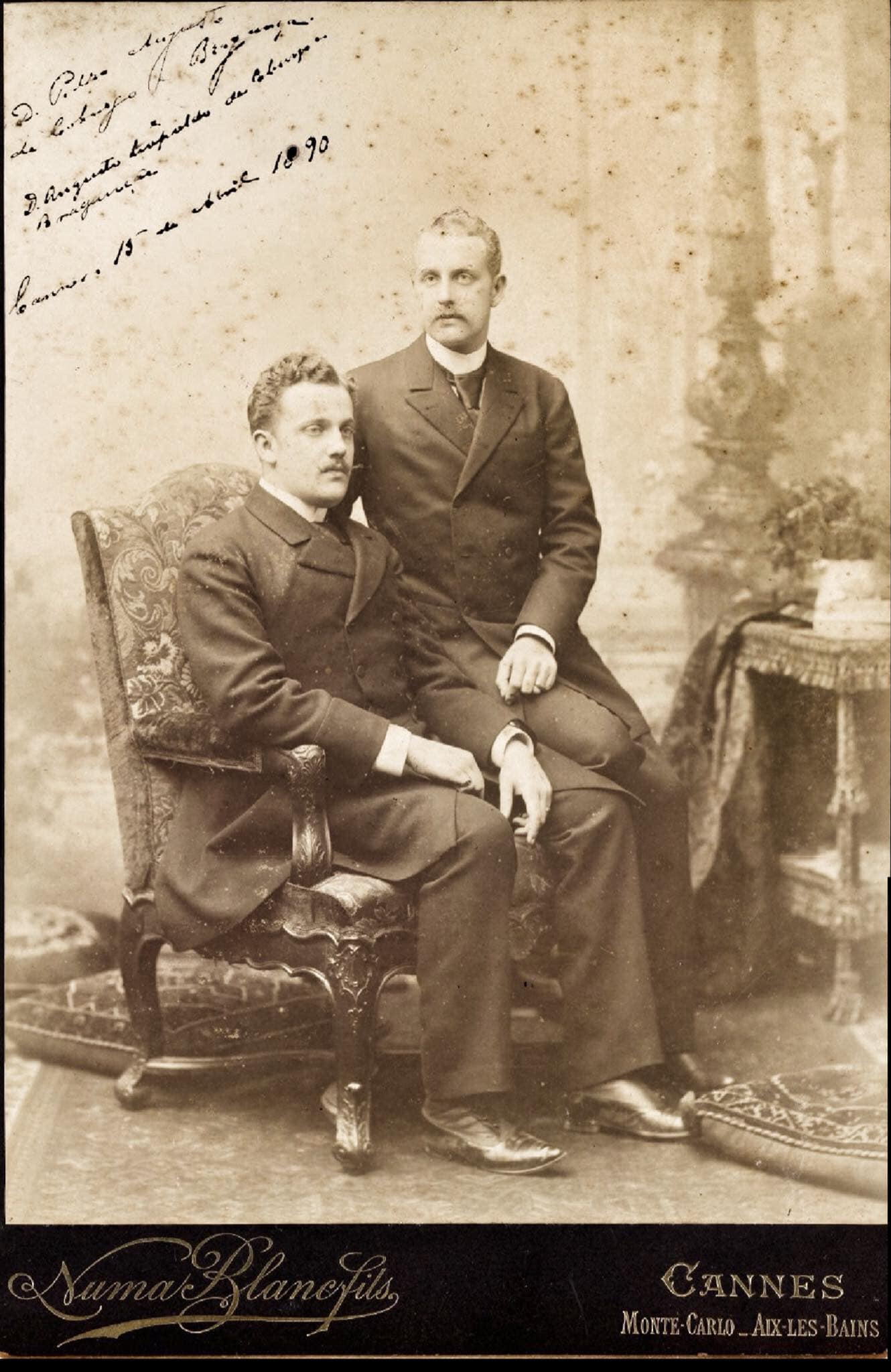
Princ August (vpravo) a jeho starší bratr v exilu v Cannes

15. prosince 1889 byl princ na východě, na palubě  Almirante Barroso, když byla v Brazílii vyhlášena republika. Komunikační potíže zabránily posádce dozvědět se o tom, co se stalo před prosincem. Telegramy admirála Wandenkolka - nyní ministra námořnictva v prozatímní vládě - nařídily veliteli křižníku, aby nahradil císařské odznaky vlajkami a přiměl Augusta k rezignaci. Po poradě se svým dědečkem a strýcem hrabětem z Eu se princ rozhodl neodstoupit, ale požádat o dvouměsíční dovolenou. V telegramu ministr na žádost odpověděl: "Odstoupení prince, uděluji dovolenou. Wandenkolk."
August z lodi vystoupil v Kolombu na Cejlonu, kde mu posádka nabídla večeři na rozloučenou. Rozrušený princ rozdělil své věci mezi své společníky.
Po několika měsících se připojil ke své rodině a zůstal s Petrem II. až do jeho smrti 5. prosince 1891. Potom se usadil ve Vídni, kde získal prostřednictvím svého otce zvláštní povolení císaře Františka Josefa I. připojit se k rakousko-uherskému námořnictvu. Po provedení přijímacích zkoušek byl princ August přijat do rakouské námořní zálohy, aniž by tím byl dotčen jeho status brazilského občana, jak vysvětlil v dopise ze dne 6. května 1893 baronu z Estrely, svému advokátovi v Brazílii:
"Jak jsem psal Antoniovi, rozhodl jsem se vstoupit do služeb Rakouska, protože mě císař přivítal jako brazilského prince, aniž bych musel ztratit svá brazilská práva..."

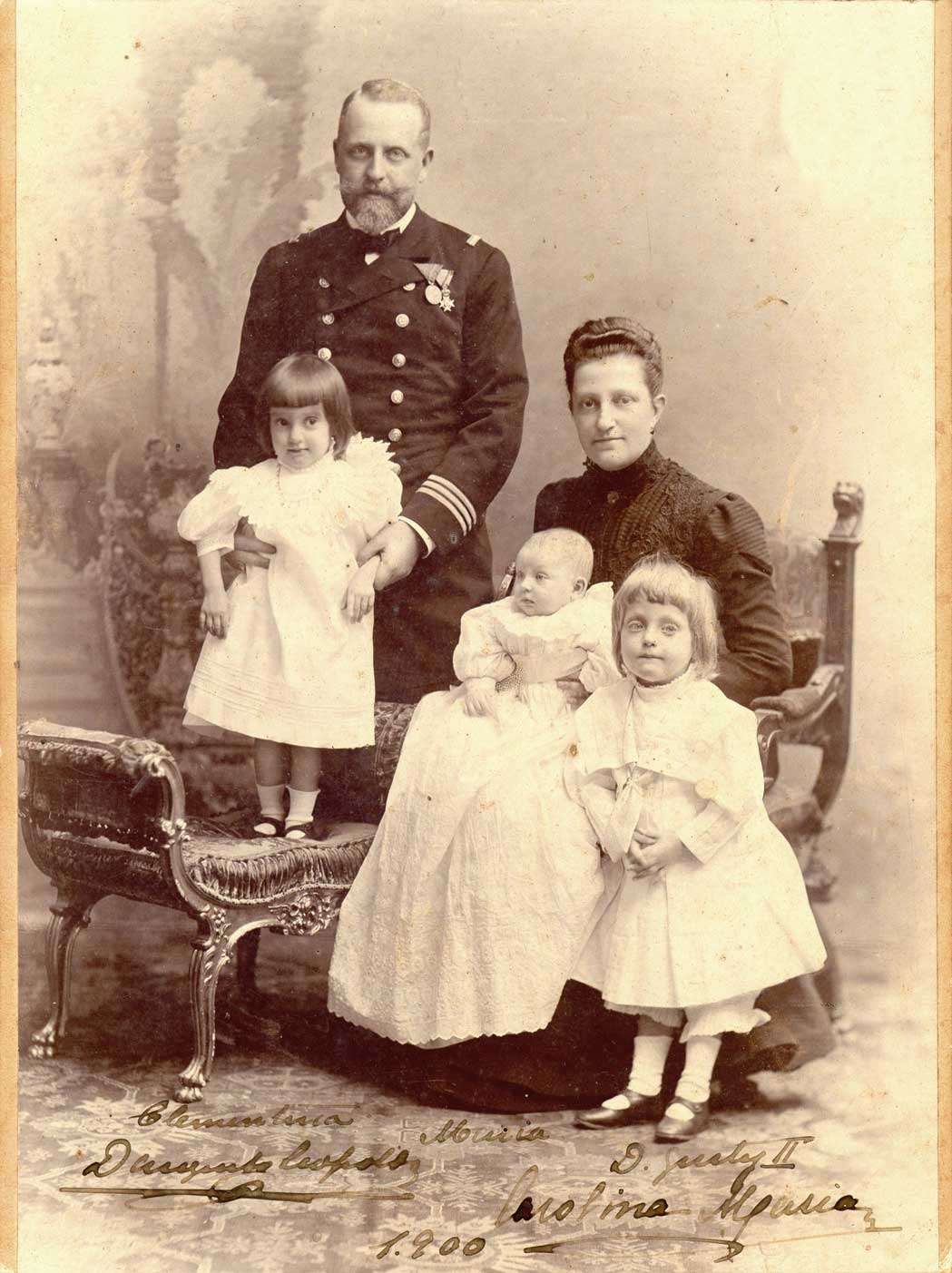
Princ August Leopold s manželkou arcivévodkyní Karolinou Marií a třemi jejich dětmi (zleva): princezna Klementina, princezna Marie a princ August, asi 1900

Ve službách rakouského námořnictva měl August možnost navštívit další země, kde byl nadále přijímán s úctou vyhrazenou členům vládnoucích rodů. V roce 1897 na palubě lodi Wien navštívil Portugalsko, kde byl přijat králem Karlem I., a Spojené království Velké Británie a Irska, kde jej přijala královna Viktorie.
Se zhoršením psychických problémů jeho bratra začali brazilští monarchisté během zmařených plánů na obnovu režimu uvažovat o Augustovi, aby převzal brazilský trůn. Princ se dokonce zúčastnil pokusu o restauraci monarchie, při kterém se v roce 1893 vrátil do Brazílie, ale bylo mu zabráněno přistát na národním území.

### Manželství a potomci
30. května 1894 se šestadvacetiletý August ve Vídni oženil s o dva roky mladší arcivévodkyní Karolinou Marií. Nevěsta byla čtvrtým dítětem a druhou dcerou arcivévody Karla Salvátora Rakousko-Toskánského a jeho manželky Marie Imakuláty Neapolsko-Sicilské. Obřad vedl vídeňský kardinál-arcibiskup Anton Josef Gruscha a účastnil se ho císař František Josef, císařovna Alžběta a další knížata a panovníci. Manželé spolu měli osm dětí:
- August Klemens Karel Sasko-Kobursko-Gothajský (27. října 1895 – 22. září 1908)
- Klementina Marie Sasko-Kobursko-Gothajská (23. března 1897 – 7. ledna 1975), ⚭ 1925 Eduard von Heller (1876–1970)
- Marie Karolína Sasko-Kobursko-Gothajská (10. ledna 1899 – 6. června 1941)
- Rainer Sasko-Kobursko-Gothajský (4. května 1900 – po 7. lednu 1945)
⚭ 1930 Johanna Károlyi de Károly-Patty (1906–1992), rozvod 1935
⚭ 1940 Edith de Kózol (1913–1997)
- Filip Sasko-Kobursko-Gothajský (18. srpna 1901 – 18. října 1985), ⚭ 1944 Sárah Aurelia Hálasz (1914–1994)
- Tereza Kristýna Sasko-Kobursko-Gothajská (23. srpna 1902 – 24. ledna 1990), ⚭ 1930 baron Lamoral Taxis-Bordogna-Valnigra (1900–1966)
- Leopoldina Blanka Sasko-Kobursko-Gothajská (13. května 1905 – 24. prosince 1978)
- Arnošt František Sasko-Kobursko-Gothajský (25. února 1907 – 9. června 1978), ⚭ 1939 Irmgard Röll (1912–1976)

### Poslední léta
V posledních letech života August získal slabost své rodiny z otcovy strany pro umělecké sbírky, když začal sbírat díla vyrobená ze slonoviny. Nikdy se plně nepřizpůsobil životu v Evropě a nadále udržoval úzké vztahy s Brazilci. Zámek Gerasdorg, jeho residence na předměstí Vídně, byla vyzdobena předměty a fotografiemi z Brazílii.
Zrušení zákona o vyhnanství, které bránilo vylodění kteréhokoli člena staré vládnoucí rodiny v Brazílii, přineslo princi velkou radost a naději, že znovu navštíví rodnou zemi. Na oslavy stého výročí nezávislosti Brazílie v roce 1922 se s celou rodinou připravoval na návrat do země, vážně však onemocněl a vysněnou cestu neuskutečnil.
Dom August Leopold zemřel 11. října 1922 ve věku 54 let ve Schladmingu v Rakousku. Pohřben byl v kryptě kostela sv. Augustina v Coburgu.

## Tituly a vyznamenání

### Tituly a oslovení
- 6. prosince 1867 – 11. října 1922: Jeho Výsost princ August Leopold Brazilský, princ sasko-kobursko-gothajský, vévoda saský

### Vyznamenání
Princ August Leopold obdržel následující řády:
Brazilská vyznamenání
 Řád Jižního kříže
 Řád Petra I.
 Řád růže
Zahraniční vyznamenání
 Řád věže a meče
 Řád Leopolda
 Vévodský sasko-ernestinský domácí řád
 Řád čestné legie
 Řád svatého Alexandra

## Vývod z předků
|                                         |                                        |  |                     |                                        |  |  |  |  |  |  |  | František Sasko-Kobursko-Saalfeldský |
|                                         |                                        |  |                     |                                        |  |  |  |  |  |  |  |                                      |
|                                         | Ferdinand Sasko-Kobursko-Gothajský     |  |                     |                                        |  |  |  |  |  |  |  |                                      |
|                                         |                                        |  |                     |                                        |  |  |  |  |  |  |  |                                      |
|                                         |                                        |  |                     | Augusta Reuss Ebersdorf                |  |  |  |  |  |  |  |                                      |
|                                         |                                        |  |                     |                                        |  |  |  |  |  |  |  |                                      |
|                                         | August Sasko-Kobursko-Gothajský        |  |                     |                                        |  |  |  |  |  |  |  |                                      |
|                                         |                                        |  |                     |                                        |  |  |  |  |  |  |  |                                      |
|                                         |                                        |  |                     | Ferenc Josef Koháry de Csábrág         |  |  |  |  |  |  |  |                                      |
|                                         |                                        |  |                     |                                        |  |  |  |  |  |  |  |                                      |
|                                         | Maria Antonia Koháry de Csábrág        |  |                     |                                        |  |  |  |  |  |  |  |                                      |
|                                         |                                        |  |                     |                                        |  |  |  |  |  |  |  |                                      |
|                                         |                                        |  |                     | Marie Antonie z Valdštejna-Vartenbergu |  |  |  |  |  |  |  |                                      |
|                                         |                                        |  |                     |                                        |  |  |  |  |  |  |  |                                      |
|                                         | Ludvík August Sasko-Kobursko-Gothajský |  |                     |                                        |  |  |  |  |  |  |  |                                      |
|                                         |                                        |  |                     |                                        |  |  |  |  |  |  |  |                                      |
|                                         |                                        |  |                     | Ludvík Filip II. Orleánský             |  |  |  |  |  |  |  |                                      |
|                                         |                                        |  |                     |                                        |  |  |  |  |  |  |  |                                      |
|                                         | Ludvík Filip                           |  |                     |                                        |  |  |  |  |  |  |  |                                      |
|                                         |                                        |  |                     |                                        |  |  |  |  |  |  |  |                                      |
|                                         |                                        |  |                     | Luisa Marie Adelaida Bourbonská        |  |  |  |  |  |  |  |                                      |
|                                         |                                        |  |                     |                                        |  |  |  |  |  |  |  |                                      |
|                                         | Klementina Orleánská                   |  |                     |                                        |  |  |  |  |  |  |  |                                      |
|                                         |                                        |  |                     |                                        |  |  |  |  |  |  |  |                                      |
|                                         |                                        |  |                     | Ferdinand I. Neapolsko-Sicilský        |  |  |  |  |  |  |  |                                      |
|                                         |                                        |  |                     |                                        |  |  |  |  |  |  |  |                                      |
|                                         | Marie Amálie Neapolsko-Sicilská        |  |                     |                                        |  |  |  |  |  |  |  |                                      |
|                                         |                                        |  |                     |                                        |  |  |  |  |  |  |  |                                      |
|                                         |                                        |  |                     | Marie Karolína Habsbursko-Lotrinská    |  |  |  |  |  |  |  |                                      |
|                                         |                                        |  |                     |                                        |  |  |  |  |  |  |  |                                      |
| August Leopold Sasko-Kobursko-Gothajský |                                        |  |                     |                                        |  |  |  |  |  |  |  |                                      |
|                                         |                                        |  |                     |                                        |  |  |  |  |  |  |  |                                      |
|                                         |                                        |  | Jan VI. Portugalský |                                        |  |  |  |  |  |  |  |                                      |
|                                         |                                        |  |                     |                                        |  |  |  |  |  |  |  |                                      |
|                                         | Petr I. Brazilský                      |  |                     |                                        |  |  |  |  |  |  |  |                                      |
|                                         |                                        |  |                     |                                        |  |  |  |  |  |  |  |                                      |
|                                         |                                        |  |                     | Šarlota Španělská                      |  |  |  |  |  |  |  |                                      |
|                                         |                                        |  |                     |                                        |  |  |  |  |  |  |  |                                      |
|                                         | Petr II. Brazilský                     |  |                     |                                        |  |  |  |  |  |  |  |                                      |
|                                         |                                        |  |                     |                                        |  |  |  |  |  |  |  |                                      |
|                                         |                                        |  |                     | František I. Rakouský                  |  |  |  |  |  |  |  |                                      |
|                                         |                                        |  |                     |                                        |  |  |  |  |  |  |  |                                      |
|                                         | Marie Leopoldina Habsbursko-Lotrinská  |  |                     |                                        |  |  |  |  |  |  |  |                                      |
|                                         |                                        |  |                     |                                        |  |  |  |  |  |  |  |                                      |
|                                         |                                        |  |                     | Marie Tereza Neapolsko-Sicilská        |  |  |  |  |  |  |  |                                      |
|                                         |                                        |  |                     |                                        |  |  |  |  |  |  |  |                                      |
|                                         | Leopoldina Brazilská                   |  |                     |                                        |  |  |  |  |  |  |  |                                      |
|                                         |                                        |  |                     |                                        |  |  |  |  |  |  |  |                                      |
|                                         |                                        |  |                     | Ferdinand I. Neapolsko-Sicilský        |  |  |  |  |  |  |  |                                      |
|                                         |                                        |  |                     |                                        |  |  |  |  |  |  |  |                                      |
|                                         | František I. Neapolsko-Sicilský        |  |                     |                                        |  |  |  |  |  |  |  |                                      |
|                                         |                                        |  |                     |                                        |  |  |  |  |  |  |  |                                      |
|                                         |                                        |  |                     | Marie Karolína Habsbursko-Lotrinská    |  |  |  |  |  |  |  |                                      |
|                                         |                                        |  |                     |                                        |  |  |  |  |  |  |  |                                      |
|                                         | Tereza Marie Neapolsko-Sicilská        |  |                     |                                        |  |  |  |  |  |  |  |                                      |
|                                         |                                        |  |                     |                                        |  |  |  |  |  |  |  |                                      |
|                                         |                                        |  |                     | Karel IV. Španělský                    |  |  |  |  |  |  |  |                                      |
|                                         |                                        |  |                     |                                        |  |  |  |  |  |  |  |                                      |
|                                         | Marie Isabela Španělská                |  |                     |                                        |  |  |  |  |  |  |  |                                      |
|                                         |                                        |  |                     |                                        |  |  |  |  |  |  |  |                                      |
|                                         |                                        |  |                     | Marie Luisa Parmská                    |  |  |  |  |  |  |  |                                      |
|                                         |                                        |  |                     |                                        |  |  |  |  |  |  |  |                                      |